# Apanteles oryzae (Bhoje & Sathe)
Apanteles oryzae is een insect dat behoort tot de orde vliesvleugeligen (Hymenoptera) en de familie van de schildwespen (Braconidae). De wetenschappelijke naam van de soort werd voor het eerst geldig gepubliceerd door Bhoje & Sathe in 2002.